# راجر شرمن
راجر شرمن (به انگلیسی: Roger Sherman) سناتور سابق عضو حزب فدرالیست (آمریکا) بود. وی در سال ۱۷۹۱ تا ۱۷۹۳ میلادی سناتور ایالت کنتیکت در سنای ایالات متحده آمریکا بود.